# Bocana amphusalis
Bocana amphusalis är en fjärilsart som beskrevs av Walker 1859. Bocana amphusalis ingår i släktet Bocana och familjen nattflyn. Inga underarter finns listade i Catalogue of Life.